# (73971) 1998 BN8
(73971) 1998 BN8 – planetoida z pasa głównego asteroid okrążająca Słońce w ciągu 3,36 lat w średniej odległości 2,24 j.a. Odkryta 25 stycznia 1998 roku.